# Calum Waters
Calum Waters (Glasgow, 10 marzo 1996) è un calciatore scozzese, difensore dell'Alloa Athletic.

## Palmarès

### Club

#### Competizioni nazionali
- Scottish Championship: 1

Kilmarnock: 2021-2022